# اکت سود
اکت سود (انگلیسی: Actes Sud)یک انتشاراتی فرانسوی در آرل است.